# Jaroslav Pelikan
Jaroslav Jan Pelikan (Akron, Ohio, 17 de diciembre de 1923-Connecticut, 13 de mayo de 2006) fue un prominente estudioso de la historia del Cristianismo y de la historia intelectual de la Edad Media.
Pelikan nació en Akron, Ohio su padre era eslovaco y su madre serbia. Su familia era de ascendencia luterana, siendo su padre pastor de una iglesia y su abuelo paterno fue obispo de la Iglesia Eslovaca Luterana en Estados Unidos.
Pero a 8 años de su muerte en 1998 se convirtió del luteranismo y fue aceptado en la Iglesia ortodoxa de Estados Unidos.
Se educó en el Seminario Concordia en St. Louis antes de obtener su doctorado de la Universidad de Chicago en 1946.
Fue Profesor Sterling emérito de History en Yale University, donde había enseñando de 1962 a 1996.
Fue autor de más de 30 libros, entre ellos los cinco volúmenes de The Christian Tradition: A History of the Development of Doctrine (1971-89), y What Has Athens to Do With Jerusalem? “Timaeus” and “Genesis” in Counterpoint (1997).
Pronunció las Gifford lectures en 1992-93, en la Universidad de Aberdeen, publicadas con el título Christianity and Classical Culture.
En 2004 recibió el premio John W. Kluge por sus logros en las ciencias humanas, el dinero del premio (US$ 500,000) fue donado al Seminario Teológico Ortodoxo San Vladimir.